# 평택소방서
평택소방서(平澤消防署, Pyeongtaek Fire Station)는 경기도 평택시 남부권역을 관할하는 경기도 소방재난본부 산하의 소방서이다.
소방서장은 소방정으로 보한다.

## 연혁
- 1989년 1월 30일: 평택소방서 개서
- 1999년 3월 26일: 119구조대 발대
- 2023년 5월 17일: 세교119안전센터 개청

## 조직
| - 소방행정과 - 소방행정팀 - 회계장비팀 | - 재난예방과 - 예방대책팀 - 소방민원팀 | - 재난대응과 - 대응전략팀 - 구조구급팀 | - 소방안전특별점검단 - 화재안전조사팀 - 소방사법팀 | - 현장지휘단 - 지휘조사1,2,3팀 |

## 관할센터 및 관할구역
평택소방서는 5개의 119안전센터와 1개의 지역대 1개의 구조·구급(대)를 산하에 두고 있다.
| 명칭                    | 사진 | 주소                    | 관할구역    | 지역대        |
| ----------------------- | ---- | ----------------------- | ----------- | ------------- |
| 비전119안전센터(구급대) |      | 중앙로 273              | 비전동 일대 |               |
| 팽성119안전센터         |      | 팽성읍 팽성송화로 172   | 팽성읍 일대 |               |
| 안중119안전센터         |      | 안중읍 안현로서7길 28   | 안중읍 일대 | 오성119지역대 |
| 포승119안전센터         |      | 포승읍 평택항로156길 11 | 포승읍 일대 |               |
| 평택소방서 119구조대    |      | 평택로 2                | 원평동 일대 |               |

## 사건사고
- 2015년 12월 3일 서해대교 구조물의 화재를 진압하던 포승119안전센터 센터장이 끊어진 와이어에 맞아 순직하였다.[4]

## 같이 보기
- 대한민국 소방청
- 대한민국의 소방
- 소방관 계급